# Bultaco Pursang
La Bultaco Pursang fou un model de motocicleta fabricat per Bultaco entre 1967 i 1981, dissenyat específicament per a la pràctica del motocròs. Al llarg de la seva vida comercial se'n produïren diverses versions en cilindrades variades (des dels 125 fins als 400 cc), per bé que les més populars foren les de 250 i 370 cc. Com a característiques generals a totes les versions, disposaven d'un motor de dos temps monocilíndric refrigerat per aire, bastidor de simple bressol, frens de tambor i amortidors de forquilla convencional davant i telescòpics darrere.
Durant les dècades de 1960 i 1970, la Pursang fou una de les motocicletes de motocròs més ben valorades, ja que gaudia d'un motor fiable i potent i un xassís molt estable, oferint robustesa i grans prestacions. Seguint la filosofia de Bultaco, la moto es venia amb tots els avenços tècnics que havien provat en competició els pilots oficials de la marca, amb la qual cosa esdevenia una autèntica Curses-Client. Tot i que mai ningú no guanyà el Campionat del Món de motocròs amb aquesta motocicleta, sí que s'hi aconseguiren nombrosos campionats estatals i proves internacionals: pilots com ara Jim Pomeroy, Bengt Åberg o Harry Everts en foren els usuaris més famosos, arribant a guanyar-hi diversos Grans Premis (cal destacar que Pomeroy assolí amb una Pursang MK6 la primera victòria d'una moto catalana al mundial de motocròs: fou el 1973, al Circuit del Vallès).

## Història

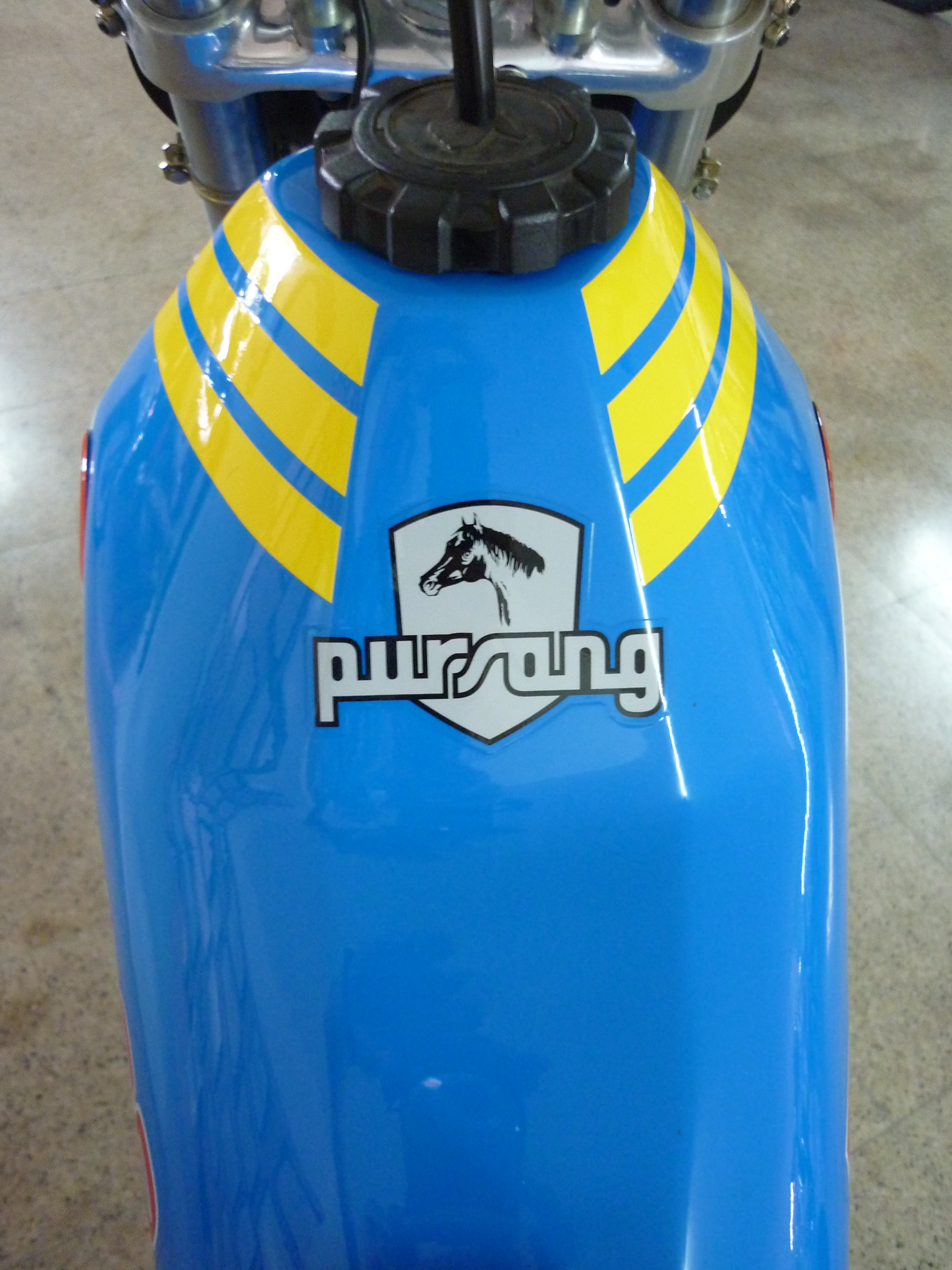
Logotip històric de la Pursang, al dipòsit d'una MK15 125 de 1980

Francesc Xavier Bultó, fundador i amo de Bultaco, es va començar a interessar pel motocròs després d'haver-ne vist una cursa a Manresa en què hi corria el seu nebot Oriol Puig Bultó amb una Tralla 101 modificada (aquella cursa, disputada cap al 1959, fou guanyada per l'aleshores pilot de Derbi Pere Pi). Ja el 1960 aparegué la primera Bultaco específica per a aquella disciplina: la Sherpa S, una evolució molt bàsica de la Tralla 101 de carretera. De cara al I Motocross Internacional de Barcelona, que s'havia d'estrenar aquell mateix any al Circuit de Pedralbes, Bultó demanà al conegut especialista britànic Taylor Matterson que li enviés dos famosos pilots i constructors de motocicletes de motocròs, els germans Don i Dereck Rickman, pels quals havia preparat una Tralla amb motor de 175 cc. Els anglesos quedaren impressionats pel motor, però el xassís no els agradà. Tot i així, Don guanyà la cursa amb aquella moto i acordà amb Bultó que un cop tornat a Anglaterra prepararia als seus tallers de Hampshire un nou xassís per al motor Bultaco.
La moto resultant, apareguda el 1964, es batejà com a Métisse ("Mestissa" en francès) pel fet dels seus components d'orígens diversos. Ambdues parts tancaren un acord pel qual els Rickman muntarien motors Bultaco a les seves Métisse i les vendrien al Regne Unit, mentre Bultaco les fabricaria a Catalunya per a comercialitzar-les a la resta del món. Al començament aquella motocicleta es destinà al mercat europeu, mentre que la seva predecessora, la Sherpa S, es destinà a Nord-amèrica atès que la seva corba de motor s'adeia més als gustos d'aquell mercat.
Les Métisse es començaren a vendre a partir de 1965, però d'ençà de 1967 els Rickman es veieren desbordats per la demanda. Afegint-hi el fet que els anglesos i Bultó no es posaven d'acord amb aspectes de disseny (el xassís es trencava per dalt) i tècnics (els Rickman només volien tub Reynolds 531, mentre Bultó es conformava amb un de més econòmic) finalment Bultaco decidí dissenyar el seu propi xassís, creant un "simple bressol" en comptes del doble de la Métisse.

### Origen del nom
Aquella moto rebé el nom de Pursang ("Pura sang" en francès, en oposició a l'anterior "Mestissa", ja que es fabricà íntegrament per Bultaco). El nom se li acudí a Bultó, qui no va dubtar: «Bultaco no farà una mestissa, ans una pura sang!» Tot i trencar-se les relacions comercials amb els germans britànics, Don Rickman es decantà per a competir amb la Pursang en comptes de la Métisse, admetent elegantment que era millor que la seva.

## Versions
Assumint que les Métisse inicials foren la primera versió de la Pursang i, per tant, els corresponia el distintiu MK1, les noves i autèntiques "Pura sang" es començaren a enumerar a partir de l'ordinal MK2. La primera MK2 de 1967, amb la seva innovadora silueta, encetà una nissaga que es va allargar fins al tancament de la fàbrica. Successivament, tot recollint l'herència de les competicions de cada temporada, entre 1968 i 1971 es llançaren al mercat les versions MK3, MK4 i MK5. Aquesta darrera adoptava ja formes arrodonides, seguint la moda de l'època. En aquells moments, la Pursang era la moto més venuda de la seva categoria.
Posteriorment sortiren a la sèrie la MK6 (1973), fabricada en diverses cilindrades, i aquell mateix any també la MK7. El 1975 apareixia la MK8, que aportava moltes novetats (sobretot pel que fa a les suspensions i al sistema de frens). Entre els anys 1976 i 1979 es llançaren la MK9, MK10, MK11, MK12 (coneguda com a Everts per ser una rèplica de l'oficial de la marca pilotada per Harry Everts) i finalment la MK15, ja en el període de crisi de l'empresa.

### Llista de versions produïdes
| Versió      | Cilindrada | Id. Model | Núm. Sèrie  | Període en producció | Període en producció | Pintura dipòsit                       |
| Versió      | Cilindrada | Id. Model | Núm. Sèrie  | De                   | A                    | Pintura dipòsit                       |
| ----------- | ---------- | --------- | ----------- | -------------------- | -------------------- | ------------------------------------- |
| MK1 Métisse | 250        | 11        | 11.000.001  | 1964                 | 1968                 | Groc                                  |
|             |            |           |             |                      |                      |                                       |
| MK2         | 250        | 42        | 42.000.001  | 1967                 | 1968                 | Vermell                               |
| MK3         | 250        | 48        | 48.000.001  | 1968                 | 1968                 | Vermell                               |
| MK4         | 250        | 68        | 68.000.001  | 1969                 | 1971                 | Vermell i argentat                    |
|             |            |           |             |                      |                      |                                       |
| MK5         | 125        | 89        | 89.000.001  | 1971                 | 1972                 | Vermell i blanc                       |
| MK5         | 250        | 86        | 86.000.001  | 1971                 | 1972                 | Vermell i blanc                       |
| MK5         | 350        | 87        | 87.000.001  | 1971                 | 1972                 | ?                                     |
|             |            |           |             |                      |                      |                                       |
| MK6         | 125        | 100       | 100.000.001 | 1972                 | 1973                 | Vermell i blanc                       |
| MK6         | 175        | 101       | 101.000.001 | 1972                 | 1973                 | Vermell i blanc                       |
| MK6         | 200        | 102       | 102.000.001 | 1972                 | 1973                 | ?                                     |
| MK6         | 250        | 103       | 103.000.001 | 1972                 | 1973                 | Vermell i blanc                       |
| MK6         | 350        | 104       | 104.000.001 | 1972                 | 1973                 | ?                                     |
|             |            |           |             |                      |                      |                                       |
| MK7         | 125        | 117       | 117.000.001 | 1973                 | 1975                 | Vermell amb ratlla blanca             |
| MK7         | 175        | 118       | 118.000.001 | 1973                 | 1974                 | ?                                     |
| MK7         | 200        | 119       | 119.000.001 | 1973                 | 1974                 | ?                                     |
| MK7         | 250        | 120       | 120.000.001 | 1973                 | 1974                 | Blau amb ratlla blanca                |
| MK7         | 360        | 121       | 121.000.001 | 1973                 | 1974                 | Vermell amb ratlla groga              |
|             |            |           |             |                      |                      |                                       |
| MK8         | 125        | 144       | 144.000.001 | 1975                 | 1976                 | Vermell amb ratlla argentada          |
| MK8         | 200        | 134       | 134.000.001 | 1974                 | 1976                 | Vermell amb ratlla argentada          |
| MK8         | 250        | 135       | 135.000.001 | 1974                 | 1976                 | Blau amb ratlla blanca                |
| MK8         | 370        | 136       | 136.000.001 | 1974                 | 1976                 | Vermell amb ratlla groga              |
|             |            |           |             |                      |                      |                                       |
| MK9         | 125        | 162       | 162.000.001 | 1976                 | 1976                 | Vermell amb franja negra              |
| MK9         | 200        | 170       | 170.000.001 | 1976                 | 1976                 | ?                                     |
| MK9         | 250        | 167       | 167.000.001 | 1976                 | 1976                 | Blau                                  |
| MK9         | 370        | 168       | 168.000.001 | 1976                 | 1976                 | Vermell                               |
|             |            |           |             |                      |                      |                                       |
| MK10        | 125        | 194       | 194.000.001 | 1977                 | 1977                 | Groc amb franges vermelles            |
| MK10        | 200        | 200       | 200.000.001 | 1977                 | 1977                 | Blau amb franges vermelles            |
| MK10        | 250        | 192       | 192.000.001 | 1977                 | 1977                 | Blau amb franges argentada i vermella |
| MK10        | 370        | 193       | 193.000.001 | 1977                 | 1977                 | Vermell amb franges blanca i groga    |
|             |            |           |             |                      |                      |                                       |
| MK11        | 125        | 208       | 208.000.001 | 1977                 | 1979                 | Blau amb franges vermelles            |
| MK11        | 250        | 206       | 206.000.001 | 1977                 | 1979                 | Blau amb franges argentada i vermella |
| MK11        | 250B       | 209       | 209.000.001 | 1979                 | 1979                 | ?                                     |
| MK11        | 370        | 207       | 207.000.001 | 1977                 | 1979                 | Blau amb franges argentada i vermella |
|             |            |           |             |                      |                      |                                       |
| MK12 Everts | 250        | 219       | 219.000.001 | 1978                 | 1978                 | Blau                                  |
| MK12 Everts | 370        | 220       | 220.000.001 | 1978                 | 1978                 | Blau                                  |
|             |            |           |             |                      |                      |                                       |
| MK15        | 125        | 226       | -           | 1980?                | 1980?                | Blau amb franges grogues              |
| MK15        | 250        | 222       | 222.000.001 | 1980                 | 1980                 | Blau amb franges grogues              |
| MK15        | 420        | 223       | ?           | 1980                 | 1981                 | Blau amb franges grogues              |

1. ↑   Malgrat no ser una Pursang, la Métisse en fou l'antecessora directa i es numerà com a MK1.

### MK1 (Métisse)

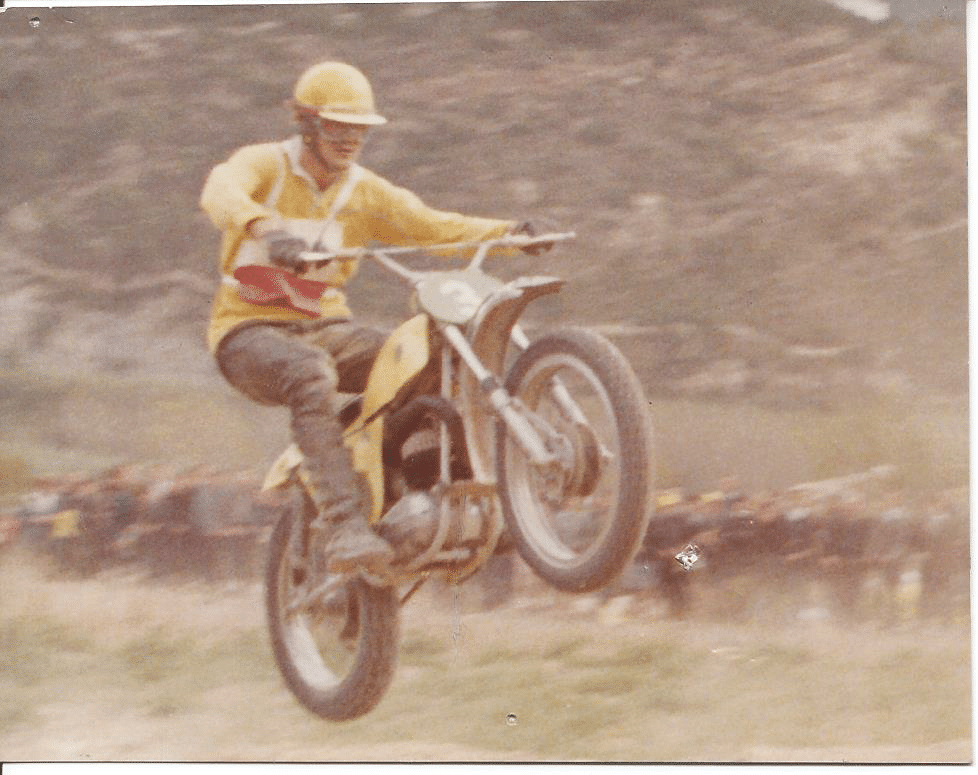
Oriol Puig Bultó amb una Bultaco Métisse al Motocròs de Manresa de 1966

Tot i no ser encara una Pursang pròpiament dita, la Métisse co-fabricada amb els germans Rickman en fou l'antecessora directa i és considerada la primera Bultaco 100% de motocròs, havent estat anomenada de vegades Pursang-Métisse. Com a tal, li correspondria l'ordinal MK1.
Fitxa tècnica
| Bultaco-Métisse MK1 | Bultaco-Métisse MK1 | Bultaco-Métisse MK1 |
| ------------------- | ------------------- | ------------------- |
|                     | 250                 |                     |
| Id. Model           | 11                  |                     |
| Núm. Sèrie          | 11.000.001          |                     |
| Anys                | 1964 - 1968         |                     |
| CC                  | 244                 |                     |
| CV                  | 29 a 8.000 rpm      |                     |
| Carburador          | AMAL 389            |                     |
| Canvi               | 4 velocitats        |                     |
| Pneumàtic davant    | 3,00 x 21           |                     |
| Pneumàtic darrera   | 4,00 x 18           |                     |
| Pes en sec          | 103 kg              |                     |
| Dipòsit             | Groc                |                     |

### MK2
La primera Pursang, la Mk2, fou el primer model de motocròs concebut íntegrament per Bultaco. Respecte de la Métisse, era una moto completament nova, amb canvi de cinc velocitats, un dipòsit innovador i una part cicle molt millorada, adoptant unes suspensions desenvolupades per Bultaco de llarg recorregut (167 mm per a la forquilla del davant i 100 mm per a la del darrere). El carburador era un Amal 389/30/BM amb difussor de 30 mm i el motor, super-quadrat: 72 x 60 mm.
Fitxa tècnica
| Bultaco Pursang MK2 | Bultaco Pursang MK2   | Bultaco Pursang MK2 |
| ------------------- | --------------------- | ------------------- |
|                     | 250                   |                     |
| Id. Model           | 42                    |                     |
| Núm. Sèrie          | 42.000.001            |                     |
| Anys                | 1967 - 1968           |                     |
| CC                  | 244,29                |                     |
| Diàmetre x Carrera  | 72 x 60 mm            |                     |
| Compressió          | 12:1                  |                     |
| CV                  | 34 a 8.000 rpm        |                     |
| Carburador          | AMAL 30               |                     |
| Canvi               | 5 velocitats          |                     |
| Pneumàtic davant    | 3,00 x 19 i 3,00 x 21 |                     |
| Pneumàtic darrera   | 4,00 x 18             |                     |
| Pes en sec          | 102 kg                |                     |
| Dipòsit             | Vermell               |                     |

### MK3

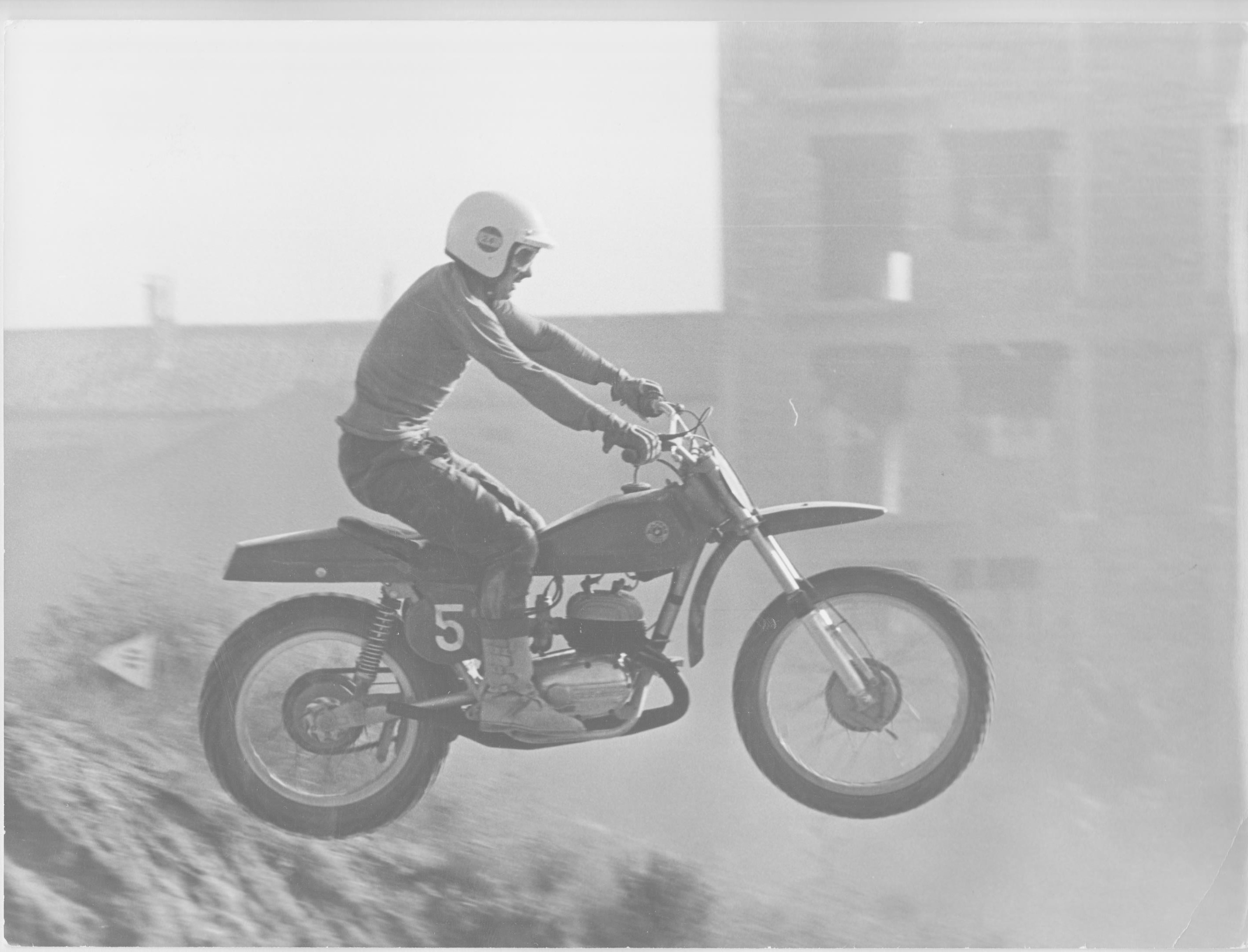
Domingo Gris amb la Pursang MK3 a San Isidro (Burgos) el 1969

Fitxa tècnica
| Bultaco Pursang MK3 | Bultaco Pursang MK3   | Bultaco Pursang MK3 |
| ------------------- | --------------------- | ------------------- |
|                     | 250                   |                     |
| Id. Model           | 48                    |                     |
| Núm. Sèrie          | 48.000.001            |                     |
| Anys                | 1968                  |                     |
| CC                  | 244,29                |                     |
| Diàmetre x Carrera  | 72 x 60 mm            |                     |
| Compressió          | 12:1                  |                     |
| CV                  | 34 a 8.000 rpm        |                     |
| Carburador          | AMAL 32               |                     |
| Pneumàtic davant    | 3,50 x 19 i 3,00 x 21 |                     |
| Pneumàtic darrera   | 4,00 x 18             |                     |
| Pes en sec          | 102 kg                |                     |
| Dipòsit             | Vermell               |                     |

### MK4
La versió Mk4 representa un punt d'inflexió en l'evolució de les Pursang. El seu motor era més sofisticat que el dels models anteriors, dotat d'encesa de doble bugia per a millorar la resposta de l'accelerador i una carrosseria més estilitzada, tot i seguir el disseny general de les versions anteriors. Els gràfics també eren nous i s'iniciava un esquema de colors (combinació de vermell i argent) que es mantingué fins a la Mk6.
Fitxa tècnica
| Bultaco Pursang MK4 | Bultaco Pursang MK4   | Bultaco Pursang MK4 |
| ------------------- | --------------------- | ------------------- |
|                     | 250                   |                     |
| Id. Model           | 68                    |                     |
| Núm. Sèrie          | 68.000.001            |                     |
| Anys                | 1969 - 1971           |                     |
| CC                  | 244,29                |                     |
| Diàmetre x Carrera  | 72 x 60 mm            |                     |
| Compressió          | 12:1                  |                     |
| CV                  | 37,6 a 8.500 rpm      |                     |
| Carburador          | AMAL 32               |                     |
| Pneumàtic davant    | 3,50 x 19 i 4.00 x 18 |                     |
| Pneumàtic darrera   | 4,00 x 18             |                     |
| Pes en sec          | 100 kg                |                     |
| Dipòsit             | Vermell i argentat    |                     |

### MK5
Amb la MK5 s'estrenaren dos nous cubicatges: 125 i 350cc, aquest darrer estrenat en competició el 1972. Pel que fa a la versió de 250cc, la MK5 era significativament diferent a les realitzacions anteriors, amb un motor més potent, frens més eficients i suspensió de més recorregut. A més a més, s'hi va treballar força en l'apartat del pes per tal de rebaixar-lo el màxim possible. D'altra banda, la carrosseria evolucionà estèticament, tot perdent les formes angulars i adoptant-ne unes de més arrodonides.
Fitxa tècnica
| Bultaco Pursang MK5 | Bultaco Pursang MK5        | Bultaco Pursang MK5        | Bultaco Pursang MK5 |
| ------------------- | -------------------------- | -------------------------- | ------------------- |
|                     | 125                        | 250                        | 350                 |
| Id. Model           | 89                         | 86                         | 87                  |
| Núm. Sèrie          | 89.000.001                 | 86.000.001                 | 87.000.001          |
| Anys                | 1971 - 1972                | 1971 - 1972                | 1971 - 1972         |
| CC                  | 124,98                     | 244,29                     | 326,03              |
| Diàmetre x Carrera  | 51,5 x 60 mm               | 72 x 60 mm                 | 83,2 x 60 mm        |
| Compressió          | 14:1                       | 12:1                       | 10,5:1              |
| CV                  | 24 a 10.000 rpm            | 35,2 a 8.000 rpm           | 32,2 a 7.000 rpm    |
| Carburador          | AMAL 30                    | AMAL 32                    | AMAL 36             |
| Pneumàtic davant    | 3,00 x 21                  | 3,00 x 21                  | 3,00 x 21           |
| Pneumàtic darrera   | 4,00 x 18                  | 4,00 x 18                  | 4,00 x 18           |
| Pes en sec          | 95 kg                      | 96 kg                      | 96 kg               |
| Dipòsit             | Vermell i blanc, arrodonit | Vermell i blanc, arrodonit | ?                   |

### MK6
La MK6, força semblant estèticament a la MK5, va passar a la història en ser la que pilotava Jim Pomeroy quan guanyà la primera mànega del mundial de 1973, al Circuit del Vallès.
Fitxa tècnica
| Bultaco Pursang MK6 | Bultaco Pursang MK6        | Bultaco Pursang MK6        | Bultaco Pursang MK6 | Bultaco Pursang MK6        | Bultaco Pursang MK6 | Bultaco Pursang MK6 |
| ------------------- | -------------------------- | -------------------------- | ------------------- | -------------------------- | ------------------- | ------------------- |
|                     | 125                        | 175                        | 200                 | 250                        | 350                 |                     |
| Id. Model           | 100                        | 101                        | 102                 | 103                        | 104                 |                     |
| Núm. Sèrie          | 100.000.001                | 101.000.001                | 102.000.001         | 103.000.001                | 104.000.001         |                     |
| Anys                | 1972 - 1973                | 1972 - 1973                | 1972 - 1973         | 1972 - 1973                | 1972 - 1973         |                     |
| CC                  | 124,98                     | 174,77                     | 196,04              | 244,29                     | 326,03              |                     |
| Diàmetre x Carrera  | 51,5 x 60 mm               | 60,9 x 60 mm               | 64,5 x 60 mm        | 72 x 60 mm                 | 83,2 x 60 mm        |                     |
| Compressió          | 14:1                       | 14:1                       | 13:1                | 12:1                       | 10,5:1              |                     |
| CV                  | 25,4 a 10.000 rpm          | 30,1 a 9.000 rpm           | 31,2 a 9.000 rpm    | 36,3 a 7.500 rpm           | 39 a 7.000 rpm      |                     |
| Carburador          | AMAL 627                   | AMAL 32                    | AMAL 32             | AMAL 1036                  | AMAL 36             |                     |
| Canvi               | 5 velocitats               | 5 velocitats               | 5 velocitats        | 5 velocitats               | 5 velocitats        |                     |
| Pneumàtic davant    | 3,00 x 21                  | 3,00 x 21                  | 3,00 x 21           | 3,00 x 21                  | 3,00 x 21           |                     |
| Pneumàtic darrera   | 4,00 x 18                  | 4,00 x 18                  | 4,00 x 18           | 4,00 x 18                  | 4,00 x 18           |                     |
| Frens davant        | 125 x 25 mm                | 125 x 25 mm                | 125 x 25 mm         | 125 x 25 mm                | 125 x 25 mm         |                     |
| Frens darrera       | 140 x 40 mm                | 140 x 40 mm                | 140 x 40 mm         | 140 x 40 mm                | 140 x 40 mm         |                     |
| Pes en sec          | 95 kg                      | 95 kg                      | 95 kg               | 100 kg                     | 102 kg              |                     |
| Dipòsit             | Vermell i blanc (7 litres) | Vermell i blanc (7 litres) | 7 litres            | Vermell i blanc (7 litres) | 7 litres            |                     |

### MK7
El 1973, el fins aleshores desconegut Jim Pomeroy havia sorprès tothom en guanyar la primera cursa del Mundial, al Circuit del Vallès. La nova Pursang 250 MK7, apareguda l'any següent, anava pintada amb el mateix color blau que el del casc Bell de l'americà, incorporant també les seves característiques ratlles blanques al dipòsit. Aquella moto fou coneguda entre els simpatitzants de la marca com a Pomeroy Rèplica.
Fitxa tècnica
| Bultaco Pursang MK7 | Bultaco Pursang MK7       | Bultaco Pursang MK7 | Bultaco Pursang MK7 | Bultaco Pursang MK7    | Bultaco Pursang MK7      |
| ------------------- | ------------------------- | ------------------- | ------------------- | ---------------------- | ------------------------ |
|                     | 125                       | 175                 | 200                 | 250                    | 360                      |
| Id. Model           | 117                       | 118                 | 119                 | 120                    | 121                      |
| Núm. Sèrie          | 117.000.001               | 118.000.001         | 119.000.001         | 120.000.001            | 121.000.001              |
| Anys                | 1973 - 1975               | 1973 - 1974         | 1973 - 1974         | 1973 - 1974            | 1973 - 1974              |
| CC                  | 124,98                    | ?                   | ?                   | 244,29                 | 352,14                   |
| Diàmetre x Carrera  | 51,5 x 60 mm              | ?                   | ?                   | 72 x 60 mm             | 83,7 x 64 mm             |
| Compressió          | 14:1                      | ?                   | ?                   | 12:1                   | 10,5:1                   |
| CV                  | 25,1 a 9.800 rpm          | ?                   | ?                   | 40,8 a 8.500 rpm       | 42,5 a 7.000 rpm         |
| Carburador          | AMAL 27                   | ?                   | ?                   | AMAL 36                | AMAL 36                  |
| Canvi               | 5 velocitats              | 5 velocitats        | 5 velocitats        | 5 velocitats           | 5 velocitats             |
| Pneumàtic davant    | 3,00 x 21                 | 3,00 x 21           | 3,00 x 21           | 3,00 x 21              | 3,00 x 21                |
| Pneumàtic darrera   | 4,00 x 18                 | 4,00 x 18           | 4,00 x 18           | 4,00 x 18              | 4,00 x 18                |
| Pes en sec          | 88,5 kg                   | ?                   | ?                   | 92 kg                  | 95,5 kg                  |
| Dipòsit             | Vermell amb ratlla blanca | ?                   | ?                   | Blau amb ratlla blanca | Vermell amb ratlla groga |

### MK8
Desenvolupada a finals de 1974, la MK8 es mantingué en catàleg fins al 1976. Poc després del seu llançament, el mateix 1974, n'aparegué una nova versió anomenada GP, amb el dipòsit més ample i angulós en comptes de l'inicial (encara arrodonit) i unes fenedures per a la suspensió anterior.
Fitxa tècnica
| Bultaco Pursang MK8 | Bultaco Pursang MK8          | Bultaco Pursang MK8          | Bultaco Pursang MK8    | Bultaco Pursang MK8      | Bultaco Pursang MK8 |
| ------------------- | ---------------------------- | ---------------------------- | ---------------------- | ------------------------ | ------------------- |
|                     | 125                          | 200                          | 250                    | 370                      |                     |
| Id. Model           | 144                          | 134                          | 135                    | 136                      |                     |
| Núm. Sèrie          | 144.000.001                  | 134.000.001                  | 135.000.001            | 136.000.001              |                     |
| Anys                | 1975 - 1976                  | 1974 - 1976                  | 1974 - 1976            | 1974 - 1976              |                     |
| CC                  | 124,98                       | 196,07                       | 244,29                 | 363,16                   |                     |
| Diàmetre x Carrera  | 51,5 x 60 mm                 | 64,5 x 60 mm                 | 72 x 60 mm             | 85 x 64 mm               |                     |
| Compressió          | 14:1                         | 13:1                         | 12:1                   | 11:1                     |                     |
| CV                  | 24,5 a 11.000 rpm            | 24,5 a 7.000 rpm             | 34,3 a 8.500 rpm       | 40 a 6.500 rpm           |                     |
| Carburador          | BING 28                      | AMAL 32                      | AMAL 36                | AMAL 36                  |                     |
| Canvi               | 5 velocitats                 | 5 velocitats                 | 5 velocitats           | 5 velocitats             |                     |
| Pneumàtic davant    | 3,00 x 21                    | 3,00 x 21                    | 3,00 x 21              | 3,00 x 21                |                     |
| Pneumàtic darrera   | 4,00 x 18 i 4,50 x 18        | 4,00 x 18 i 4,50 x 18        | 4,00 x 18 i 4,50 x 18  | 4,00 x 18 i 4,50 x 18    |                     |
| Pes en sec          | 88,5 kg                      | 95 kg                        | 95,5 kg                | 95 kg                    |                     |
| Dipòsit             | Vermell amb ratlla argentada | Vermell amb ratlla argentada | Blau amb ratlla blanca | Vermell amb ratlla groga |                     |

### MK9
Jim Pomeroy assolí el 1976, amb la MK9 250, el seu millor resultat al Mundial de motocròs: quart de la general, aconseguint de passada per a Bultaco el tercer lloc final al mundial de marques.
Fitxa tècnica
| Bultaco Pursang MK9 | Bultaco Pursang MK9      | Bultaco Pursang MK9 | Bultaco Pursang MK9 | Bultaco Pursang MK9 |
| ------------------- | ------------------------ | ------------------- | ------------------- | ------------------- |
|                     | 125                      | 200                 | 250                 | 370                 |
| Id. Model           | 162                      | 170                 | 167                 | 168                 |
| Núm. Sèrie          | 162.000.001              | 170.000.001         | 167.000.001         | 168.000.001         |
| Anys                | 1976                     | 1976                | 1976                | 1976                |
| CC                  | 124,98                   | 196,07              | 244,29              | 363,18              |
| Diàmetre x Carrera  | 51,5 x 60 mm             | 64,5 x 60 mm        | 72 x 60 mm          | 85 x 64 mm          |
| Compressió          | 14:1                     | 13:1                | 12:1                | 11:1                |
| CV                  | 24,5 a 11.000 rpm        | 24,57 a 7.000 rpm   | 34,32 a 8.000 rpm   | 40,18 a 7.500 rpm   |
| Carburador          | BING 28                  | BING 32             | BING 36             | BING 36             |
| Canvi               | 6 velocitats             | 5 v.                | 5 v.                | 5 v.                |
| Pneumàtic davant    | 3,00 x 21                | 3,00 x 21           | 3,00 x 21           | 3,00 x 21           |
| Pneumàtic darrera   | 4,00 x 18                | 4,50 x 18           | 4,50 x 18           | 4,50 x 18           |
| Pes en sec          | 89,5 kg                  | ?                   | 98,5 kg             | 98,5 kg             |
| Dipòsit             | Vermell amb franja negra | ?                   | Blau                | Vermell             |

### MK10
La MK10 aparegué un cop superat el primer conflicte laboral a l'empresa, preludi de la imminent crisi que la va fer entrar en fallida pocs anys després. En aquesta versió no hi havia canvis importants, tot i que se'n va millorar el rendiment general. La potència del motor s'augmentà gràcies a diverses modificacions en la termodinàmica. El bastidor, tot i mantenir el mateix disseny estructural, fou ara reforçat, especialment al voltant de la pipa de direcció.
De la MK10 se'n va derivar el 1977 una versió especial de Frontera, anomenada Gold Medal, que era més una motocicleta de motocròs matriculable que no pas una d'enduro estrictament parlant.
Fitxa tècnica
| Bultaco Pursang MK10 | Bultaco Pursang MK10       | Bultaco Pursang MK10       | Bultaco Pursang MK10                               | Bultaco Pursang MK10               | Bultaco Pursang MK10 |
| -------------------- | -------------------------- | -------------------------- | -------------------------------------------------- | ---------------------------------- | -------------------- |
|                      | 125                        | 200                        | 250                                                | 370                                |                      |
| Id. Model            | 194                        | 200                        | 192                                                | 193                                |                      |
| Núm. Sèrie           | 194.000.001                | 200.000.001                | 192.000.001                                        | 193.000.001                        |                      |
| Anys                 | 1977                       | 1977                       | 1977                                               | 1977                               |                      |
| CC                   | 124,59                     | 196,07                     | 244,29                                             | 363,16                             |                      |
| Diàmetre x Carrera   | 54,2 x 54 mm               | 64,5 x 60 mm               | 72 x 60 mm                                         | 85 x 64 mm                         |                      |
| Compressió           | 15:1                       | 13:1                       | 12:1                                               | 10:1                               |                      |
| CV                   | 24,5 a 11.000 rpm          | 24,5 a 7.000 rpm           | 37 a 8.500 rpm                                     | 41,37 a 7.500 rpm                  |                      |
| Carburador           | BING 32                    | BING 32                    | BING 36                                            | BING 36                            |                      |
| Canvi                | 6 velocitats               | 5 v.                       | 5 v.                                               | 5 v.                               |                      |
| Pneumàtic davant     | 3,00 x 21                  | 3,00 x 21                  | 3,00 x 21                                          | 3,00 x 21                          |                      |
| Pneumàtic darrera    | 4,00 x 18                  | 4,50 x 18                  | 4,50 x 18                                          | 4,50 x 18                          |                      |
| Frens davant         | 125 mm                     | ?                          | 125 x 25 mm                                        | 140 mm                             |                      |
| Frens darrera        | 125 mm                     | ?                          | 140 x 30 mm                                        | 140 mm                             |                      |
| Pes en sec           | 91 kg                      | ?                          | 99,5 kg                                            | 97,5 kg                            |                      |
| Dipòsit              | Groc amb franges vermelles | Blau amb franges vermelles | Blau amb franges argentada i vermella (9,5 litres) | Vermell amb franges blanca i groga |                      |

### MK11
La MK11, tant el model de 250 cc com el de 370 cc, representà una important passa endavant dins la nissaga de les Pursang. Fou una rèplica fidel de les motos oficials i oferia, per primera vegada, un tub d'escapament de tipus "bufanda" i suspensions de llarg recorregut amb dipòsits de gas independents (concretament, els amortidors posteriors eren uns Betor inclinats a 45°). La moto era el fruit de la feina duta a terme dins el departament de curses per Ignasi Bultó, Toni Elías i Harry Everts.
Fitxa tècnica
| Bultaco Pursang MK11 | Bultaco Pursang MK11       | Bultaco Pursang MK11                               | Bultaco Pursang MK11 | Bultaco Pursang MK11                               | Bultaco Pursang MK11 |
| -------------------- | -------------------------- | -------------------------------------------------- | -------------------- | -------------------------------------------------- | -------------------- |
|                      | 125                        | 250                                                | 250B                 | 370                                                |                      |
| Id. Model            | 208                        | 206                                                | 209                  | 207                                                |                      |
| Núm. Sèrie           | 208.000.001                | 206.000.001                                        | 209.000.001          | 207.000.001                                        |                      |
| Anys                 | 1977 - 1979                | 1977 - 1979                                        | 1979                 | 1977 - 1979                                        |                      |
| CC                   | 124,59                     | 246,29                                             | sense dades          | 363,18                                             |                      |
| Diàmetre x Carrera   | 54,2 x 54 mm               | 70 x 64 mm                                         | s.d.                 | 85 x 64 mm                                         |                      |
| Compressió           | 14:1                       | 12:1                                               | s.d.                 | 10:1                                               |                      |
| CV                   | 24,5 a 11.000 rpm          | 37,4 a 8.500 rpm                                   | 34,32 a 8.000 rpm    | 40,18 a 7.500 rpm (1978: 42,69 CV)                 |                      |
| Carburador           | AMAL 28                    | AMAL 38                                            | s.d.                 | AMAL 38 i 40                                       |                      |
| Canvi                | 6 velocitats               | 5 v.                                               | s.d.                 | 5 v.                                               |                      |
| Pneumàtic davant     | 3,00 x 21                  | 3,00 x 21                                          | 3,00 x 21            | 3,00 x 21                                          |                      |
| Pneumàtic darrera    | 4,00 x 18                  | 4,50 x 18                                          | ?                    |                                                    |                      |
| Frens davant         | 125 mm                     | 125 x 25 mm                                        | ?                    | 140 mm                                             |                      |
| Frens darrera        | 125 mm                     | 140 x 30 mm                                        | ?                    | 140 mm                                             |                      |
| Pes en sec           | 89,5 kg                    | 99,5 kg                                            | ?                    | 102 kg                                             |                      |
| Dipòsit              | Blau amb franges vermelles | Blau amb franges argentada i vermella (8,5 litres) | ?                    | Blau amb franges argentada i vermella (8,5 litres) |                      |

1. ↑   s.d.: Sense dades

### MK12 Everts
El tret més característic de la MK12, rèplica de la que havia pilotat Harry Everts durant la temporada de 1978, era el seu dipòsit de plàstic i les noves plaques porta-número laterals, més endarrerides.
De la MK12 370 se'n va preparar més tard una versió matriculable, anomenada Mk12 370 TT, que tot i haver estat considerada com la darrera Frontera era en realitat una Pursang amb enllumenat i un silenciador més gros.
Fitxa tècnica
| Bultaco Pursang MK12 Everts | Bultaco Pursang MK12 Everts | Bultaco Pursang MK12 Everts | Bultaco Pursang MK12 Everts |
| --------------------------- | --------------------------- | --------------------------- | --------------------------- |
|                             | 250                         | 370                         |                             |
| Id. Model                   | 219                         | 220                         |                             |
| Núm. Sèrie                  | 219.000.001                 | 220.000.001                 |                             |
| Anys                        | 1978                        | 1978                        |                             |
| CC                          | 246,29                      | 363,16                      |                             |
| Diàmetre x Carrera          | 70 x 64 mm                  | 85 x 64 mm                  |                             |
| Compressió                  | 11:1                        | 10:1                        |                             |
| CV                          | 38,83 a 8.700 rpm           | 42,24 a 8.000 rpm           |                             |
| Carburador                  | BING 38                     | BING 40                     |                             |
| Canvi                       | 5 velocitats                | 5 velocitats                |                             |
| Pneumàtic davant            | 3,00 x 21                   | 3,00 x 21                   |                             |
| Pneumàtic darrera           | 4,50 x 18                   | 4,50 x 18                   |                             |
| Frens davant                | 125 mm                      | 125 mm                      |                             |
| Frens darrera               | 140 mm                      | 140 mm                      |                             |
| Pes en sec                  | 99 kg                       | 102 kg                      |                             |
| Dipòsit                     | Blau (10,5 litres)          | Blau (10,5 litres)          |                             |

### MK15
Aquella darrera Pursang muntava un revolucionari motor en el qual la marca havia dipositat les seves esperances de futur: entre altres avenços, disposava d'admissió per làmines, forquilla anterior telescòpica hidropneumàtica de 312 mm de recorregut i posterior oscil·lant amb amortidors de gas. Era una bonica màquina que no es va arribar a comercialitzar pels problemes de la firma, que portaren al seu tancament, i amb la qual Toni Elías va aconseguir el seu millor resultat internacional: el segon lloc en una mànega del Gran Premi d'Espanya de 250 cc de 1979, celebrat al Circuit del Vallès, a banda del Campionat d'Espanya d'aquell any (el darrer dels nombrosos títols estatals que aconseguí la Pursang).
De la MK15 se'n va derivar també una versió de Frontera per a enduro, anomenada Frontera Mk15 TT, que tot i haver-se presentat a la premsa no va arribar mai a la producció.
Fitxa tècnica
| Bultaco Pursang MK15 | Bultaco Pursang MK15     | Bultaco Pursang MK15     | Bultaco Pursang MK15     | Bultaco Pursang MK15 |
| -------------------- | ------------------------ | ------------------------ | ------------------------ | -------------------- |
|                      | 125                      | 250                      | 420                      |                      |
| Id. Model            | 226                      | 222                      | 223                      |                      |
| Núm. Sèrie           | -                        | 222.000.001              | s.d.                     |                      |
| Anys                 | 1980?                    | 1980                     | 1980 - 1981              |                      |
| CC                   | s.d.                     | 246,30                   | s.d.                     |                      |
| Diàmetre x Carrera   | s.d.                     | 70 x 64 mm               | s.d.                     |                      |
| Compressió           | s.d.                     | 12:1                     | s.d.                     |                      |
| CV                   | s.d.                     | 39,56 a 7.260 rpm        | s.d.                     |                      |
| Carburador           | s.d.                     | Bing 54 de 38mm          | s.d.                     |                      |
| Canvi                | s.d.                     | 5 velocitats             | 5 velocitats             |                      |
| Pneumàtic davant     | s.d.                     | 3,00 x 21                | 3,00 x 21                |                      |
| Pneumàtic darrera    | s.d.                     | 4,50 x 18                | s.d.                     |                      |
| Pes en sec           | s.d.                     | 108 kg                   | s.d.                     |                      |
| Dipòsit              | Blau amb franges grogues | Blau amb franges grogues | Blau amb franges grogues |                      |

## Resultats al Campionat del Món
Entre molts altres arreu del món, la Pursang guanyà 13 campionats d'Espanya de motocròs (que juntament amb 5 de guanyats amb models anteriors, en sumen 18 per a Bultaco), 7 de França, 4 de britànics i 1 d'Itàlia. Pel que fa al Campionat del Món, hi obtingué resultats destacats.
Tot seguit es relacionen aquells pilots que han obtingut punts al Campionat del Món de motocròs amb una Pursang al llarg de la història d'aquesta competició, detallats per cilindrada i any. S'hi indica la posició final obtinguda i el total de punts aconseguits per temporada. S'assenyala amb negreta la millor classificació final obtinguda a cada cilindrada.

### 250 cc

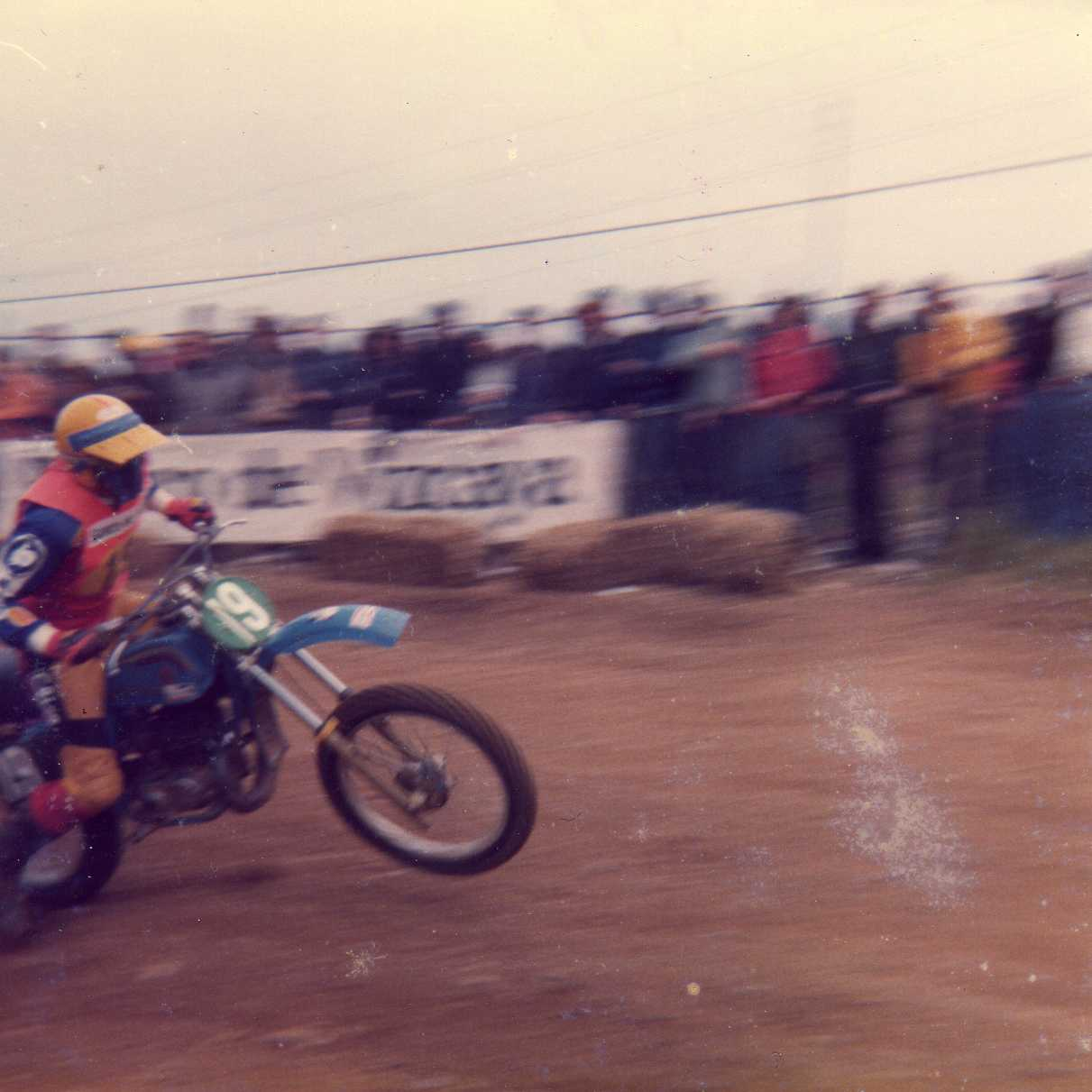
Jean-Claude Laquaye amb la Pursang MK11 250 al Circuit del Vallès el

Fou en la categoria dels 250 cc on les Pursang obtingueren els millors resultats internacionals.
| Any  | Posició | Pilot               | Punts |
| ---- | ------- | ------------------- | ----- |
| 1962 | 17è     | Oriol Puig Bultó    | 3     |
| 1962 | 24è     | Don Rickman         | 2     |
| 1963 | 14è     | Don Rickman         | 4     |
| 1963 | 30è     | Oriol Puig Bultó    | 1     |
| 1964 | 11è     | Don Rickman         | 6     |
| 1964 | 19è     | Derek Rickman       | 3     |
| 1965 | 9è      | Don Rickman         | 8     |
| 1965 | 17è     | Olle Pettersson     | 2     |
| 1966 | 12è     | Marcel Wiertz       | 4     |
| 1966 | 12è     | Don Rickman         | 4     |
| 1966 | 23è     | Oriol Puig Bultó    | 2     |
| 1966 | 26è     | Malcolm Davis       | 1     |
| 1967 | 11è     | Jacky Wiertz        | 4     |
| 1967 | 24è     | Marcel Wiertz       | 2     |
| 1968 | 12è     | Marcel Wiertz       | 6     |
| 1968 | 22è     | Don Rickman         | 2     |
| 1969 | 7è      | Marcel Wiertz       | 31    |
| 1969 | 21è     | Don Rickman         | 10    |
| 1969 | 41è     | José Sánchez        | 1     |
| 1970 | 18è     | Marcel Wiertz       | 6     |
| 1971 | 14è     | Marcel Wiertz       | 13    |
| 1971 | 30è     | Malcolm Davis       | 1     |
| 1972 | 16è     | Marcel Wiertz       | 13    |
| 1972 | 22è     | Vic Allan           | 4     |
| 1972 | 31è     | Domingo Gris        | 1     |
| 1973 | 7è      | Jim Pomeroy         | 71    |
| 1973 | 32è     | Marcel Wiertz       | 1     |
| 1974 | 14è     | Jim Pomeroy         | 41    |
| 1974 | 15è     | Vic Allan           | 33    |
| 1974 | 23è     | Jo Lammers          | 12    |
| 1974 | 27è     | Malcolm Davis       | 4     |
| 1975 | 7è      | Jim Pomeroy         | 108   |
| 1975 | 20è     | Vic Allan           | 14    |
| 1975 | 26è     | Ivan Miller         | 5     |
| 1975 | 31è     | Erling Klinke       | 2     |
| 1975 | 35è     | Malcolm Davis       | 1     |
| 1976 | 4t      | Jim Pomeroy         | 104   |
| 1977 | 4t      | Harry Everts        | 121   |
| 1978 | 6è      | Harry Everts        | 126   |
| 1978 | 10è     | Jean-Claude Laquaye | 43    |
| 1978 | 36è     | Toni Elías          | 1     |
| 1979 | 18è     | Jim Pomeroy         | 25    |
| 1979 | 20è     | Toni Elías          | 19    |

### 500 i 125 cc
En les categories dels 500 cc (on Bultaco hi participava amb la Pursang 370) i dels 125 cc, els resultats obtinguts al mundial no varen ser tan destacats com en la dels 250 cc, en part perquè l'empresa esmerçava els màxims esforços en aquesta (més rendible comercialment). Tot i així, les Pursang hi varen protagonitzar també destacades actuacions, especialment en la categoria màxima.

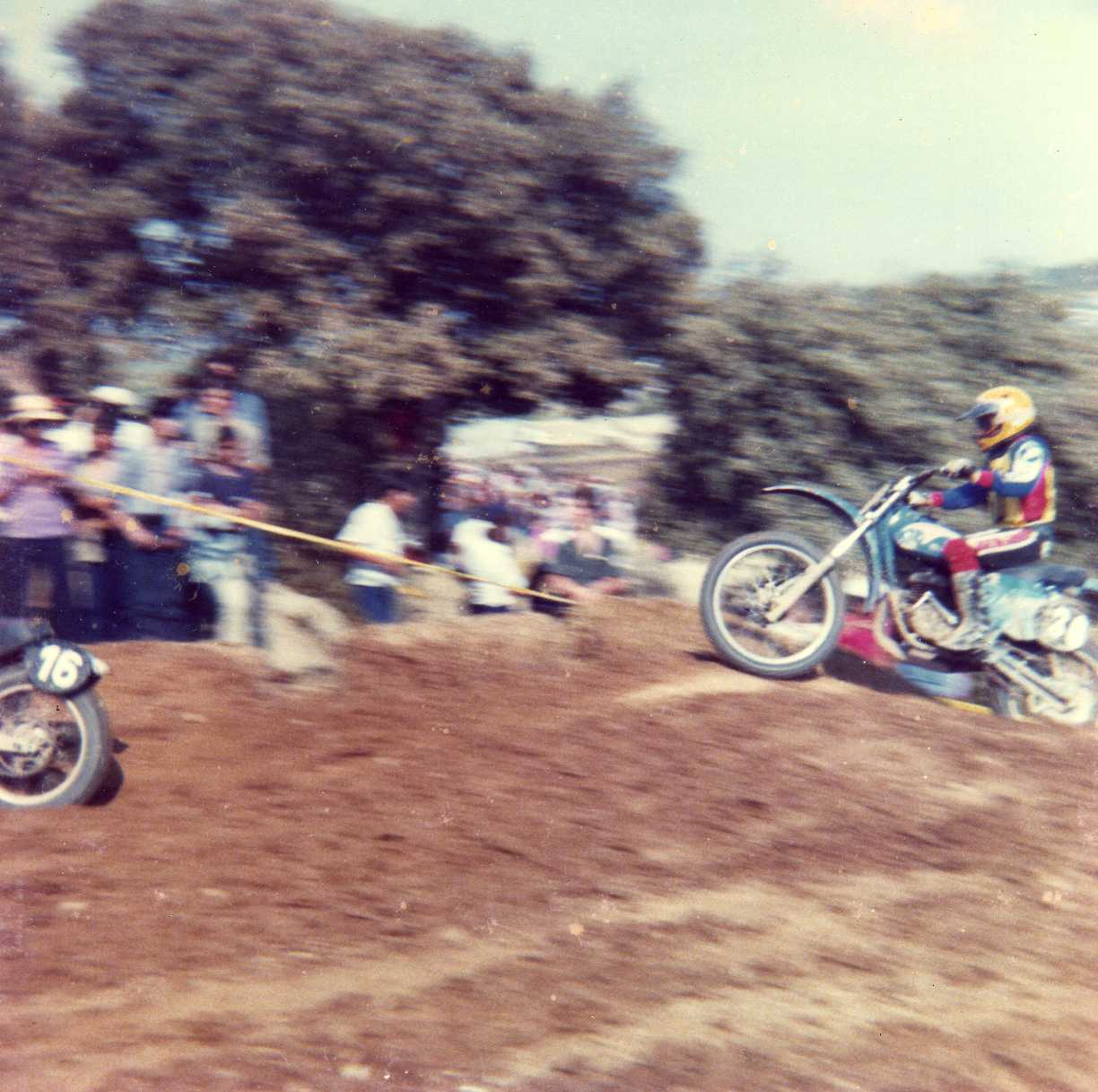
Toni Elías amb la Pursang MK11 125 a Montgai, durant el GP d'Espanya de 1978

| Any  | Posició | Pilot               | Punts |
| ---- | ------- | ------------------- | ----- |
| 1969 | 35è     | Serge Bacou         | 1     |
| 1972 | 25è     | Serge Bacou         | 3     |
| 1973 | 25è     | Paolo Piron         | 7     |
| 1973 | 32è     | Serge Bacou         | 4     |
| 1974 | 9è      | Bengt Åberg         | 70    |
| 1974 | 35è     | Jean-Paul Mingels   | 2     |
| 1975 | 7è      | Bengt Åberg         | 72    |
| 1975 | 15è     | Jean-Claude Laquaye | 20    |
| 1975 | 20è     | Jean-Paul Mingels   | 12    |
| 1975 | 25è     | Arne Lodal          | 9     |
| 1976 | 11è     | Bengt Åberg         | 47    |
| 1976 | 26è     | Jean-Claude Laquaye | 7     |
| 1976 | 34è     | Ivan Miller         | 1     |
| 1979 | 31è     | Vic Allan           | 2     |

| Any  | Fase   | Posició | Pilot                | Punts |
| ---- | ------ | ------- | -------------------- | ----- |
| 1973 | Final  | 6è      | Jean-Paul Mingels    | 8     |
| 1973 | Grup A | 21è     | Dan Turner           | 12    |
| 1973 | Grup A | 38è     | Ken Zahrt            | 4     |
| 1973 | Grup B | 4t      | Jean-Paul Mingels    | 106   |
| 1973 | Grup B | 16è     | Ignasi Bultó         | 18    |
| 1973 | Grup B | 18è     | Domingo Gris         | 16    |
| 1973 | Grup B | 22è     | Hubert Guerin        | 9     |
| 1974 |        | 33è     | Gérard Giordanengo   | 11    |
| 1974 |        | 39è     | Luc Besohné          | 8     |
| 1974 |        | 48è     | Ignasi Bultó         | 5     |
| 1974 |        | 50è     | Jack Keese           | 5     |
| 1974 |        | 64è     | Bernard Pascual      | 2     |
| 1974 |        | 69è     | Léonard Fetz         | 1     |
| 1975 |        | 23è     | Ignasi Bultó         | 9     |
| 1975 |        | 27è     | Marcel Wiertz        | 8     |
| 1975 |        | 39è     | Jordi Capapey        | 4     |
| 1976 |        | 46è     | Christian Timmermans | 3     |
| 1977 |        | 39è     | Toni Elías           | 1     |
| 1978 |        | 22è     | Toni Elías           | 8     |